# 오비터 9
《오비터 9》(Orbita 9, Orbiter 9)는 스페인에서 제작된 하템 크레이치 감독의 2017년 드라마, 멜로/로맨스, SF 영화이다. 클라라 라고 등이 주연으로 출연하였고 크리스티안 콘티 등이 제작에 참여하였다. 이 영화는 2017년 4월 7일 스페인에서 초연되었다.

## 출연

### 주연
- 클라라 라고
- 알렉스 곤잘레스

### 조연
- 벨렌 루에다
- 안드레스 파라
- 크리스티나 릴리
- 넬슨 카마요

## 기타
- 미술: 이니고 나바로
- 특수효과: 존 세라노
- 의상: 사이오아 라라
- 배역: 마리아 줄리아나 카사디에고